# Élections législatives de 1958 dans l'Aveyron
Les élections législatives françaises de 1958 se déroulent les 23 et 30 novembre 1958. Dans le département de l'Aveyron, trois députés sont à élire dans le cadre de trois circonscriptions.

## Élus
| Circonscription | Député élu                | Parti | Parti |
| --------------- | ------------------------- | ----- | ----- |
| 1re             | Roland Boscary-Monsservin |       | CNIP  |
| 2e              | Albert Trébosc            |       | CNIP  |
| 3e              | Charles Dutheil           |       | MRP   |

## Système électoral
Pour la première fois depuis 1936, les élections législatives ont lieu au scrutin uninominal majoritaire à deux tours dans des circonscriptions uninominales.
Est élu au premier tour le candidat qui réunit la majorité absolue des suffrages exprimés et un nombre de voix au moins égal au quart (25 %) des électeurs inscrits dans la circonscription. Si aucun des candidats ne satisfait ces conditions, un second tour est organisé entre les candidats ayant réuni un nombre de voix au moins égal à 5 % des suffrages exprimés. Au second tour, le candidat arrivé en tête est déclaré élu.
Le seuil de qualification, basé sur un pourcentage relativement faible des suffrages exprimés, tend à faciliter l'accès au second tour de plus de deux candidats. Les candidats en lice au second tour peuvent ainsi fréquemment être trois, un cas de figure appelé « triangulaire ». Lorsque quatre candidats s'affrontent au second tour, on parle de « quadrangulaire ».

## Résultats

### Résultats à l'échelle du département
| Parti          | Parti                                          | Premier tour | Premier tour | Second tour | Second tour | Sièges |
| Parti          | Parti                                          | Voix         | %            | Voix        | %           | Sièges |
| -------------- | ---------------------------------------------- | ------------ | ------------ | ----------- | ----------- | ------ |
|                | Centre national des indépendants et paysans    | 57 926       | 39,42        | 37 179      | 35,92       | 2      |
|                | Union pour la nouvelle République              | 11 682       | 7,95         | 19 126      | 18,48       | 0      |
|                | Modérés                                        | 4 977        | 3,39         | Retrait     | Retrait     | 0      |
|                | Droite parlementaire                           | 74 585       | 50,75        | 56 305      | 54,40       | 2      |
|                |                                                |              |              |             |             |        |
|                | Section française de l'Internationale ouvrière | 25 033       | 17,03        | 17 625      | 17,03       | 0      |
|                | Mouvement républicain populaire                | 18 862       | 12,84        | 19 693      | 19,03       | 1      |
|                | Parti communiste français                      | 14 925       | 10,16        | 9 880       | 9,55        | 0      |
|                | Union et fraternité française                  | 10 966       | 7,46         | Retrait     | Retrait     | 0      |
|                | Radicaux centristes                            | 2 586        | 1,76         | Retrait     | Retrait     | 0      |
|                |                                                |              |              |             |             |        |
| Inscrits       | Inscrits                                       | 195 226      | 100,00       | 131 497     | 100,00      | 3      |
| Abstentions    | Abstentions                                    | 41 187       | 21,1         | 25 278      | 19,22       |        |
| Votants        | Votants                                        | 154 039      | 78,9         | 106 219     | 80,78       |        |
| Blancs et nuls | Blancs et nuls                                 | 7 082        | 4,6          | 2 716       | 2,56        |        |
| Exprimés       | Exprimés                                       | 146 957      | 95,4         | 103 503     | 97,44       |        |

### Résultats par circonscription

#### Première circonscription (Rodez)
|                | Roland Boscary-Monsservin élu | CNIP           | 33 943 | 71,35  |  |  |  |
|                | Albert Piquemal               | SFIO           | 6 285  | 13,21  |  |  |  |
|                | René Boutet                   | UFF            | 4 225  | 8,88   |  |  |  |
|                | Victoria Pascal               | PCF            | 3 122  | 6,56   |  |  |  |
|                |                               |                |        |        |  |  |  |
| Inscrits       | Inscrits                      | Inscrits       | 63 713 | 100,00 |  |  |  |
| Abstentions    | Abstentions                   | Abstentions    | 13 442 | 21,1   |  |  |  |
| Votants        | Votants                       | Votants        | 50 271 | 78,9   |  |  |  |
| Blancs et nuls | Blancs et nuls                | Blancs et nuls | 2 696  | 5,36   |  |  |  |
| Exprimés       | Exprimés                      | Exprimés       | 47 575 | 94,64  |  |  |  |

#### Deuxième circonscription (Villefranche-de-Rouergue)
| Candidat       | Candidat           | Parti          | Premier tour | Premier tour | Second tour | Second tour |  |
| Candidat       | Candidat           | Parti          | Voix         | %            | Voix        | %           |  |
| -------------- | ------------------ | -------------- | ------------ | ------------ | ----------- | ----------- |  |
|                | Paul Ramadier      | SFIO           | 14 306       | 30,35        | 17 625      | 35,33       |  |
|                | Albert Trébosc élu | CNIP           | 13 583       | 28,82        | 26 046      | 52,21       |  |
|                | Edmond Ginestet    | PCF            | 7 689        | 16,31        | 6 214       | 12,46       |  |
|                | René Jayr          | MRP            | 7 229        | 15,34        | Retrait     | Retrait     |  |
|                | René Icher         | Radcent        | 2 586        | 5,49         | Retrait     | Retrait     |  |
|                | Jean Delmouly      | UFF            | 1 739        | 3,69         |             |             |  |
|                |                    |                |              |              |             |             |  |
| Inscrits       | Inscrits           | Inscrits       | 62 685       | 100,00       | 62 673      | 100,00      |  |
| Abstentions    | Abstentions        | Abstentions    | 13 552       | 21,62        | 11 803      | 18,83       |  |
| Votants        | Votants            | Votants        | 49 133       | 78,38        | 50 870      | 81,17       |  |
| Blancs et nuls | Blancs et nuls     | Blancs et nuls | 2 001        | 4,07         | 985         | 1,94        |  |
| Exprimés       | Exprimés           | Exprimés       | 47 132       | 95,93        | 49 885      | 98,06       |  |

#### Troisième circonscription (Millau)
| Candidat       | Candidat                   | Parti          | Premier tour | Premier tour | Second tour | Second tour |  |
| Candidat       | Candidat                   | Parti          | Voix         | %            | Voix        | %           |  |
| -------------- | -------------------------- | -------------- | ------------ | ------------ | ----------- | ----------- |  |
|                | Louis-Alexis Delmas        | UNR            | 11 682       | 22,36        | 19 126      | 35,67       |  |
|                | Charles Dutheil élu        | MRP            | 11 633       | 22,26        | 19 693      | 36,73       |  |
|                | Emmanuel Temple            | CNIP           | 10 400       | 19,9         | 11 133      | 20,76       |  |
|                | Martial David              | UFF            | 5 002        | 9,57         | Retrait     | Retrait     |  |
|                | A. Guibert                 | Modérés        | 4 977        | 9,53         | Retrait     | Retrait     |  |
|                | Victor Rouquet-La Garrigue | SFIO           | 4 442        | 8,5          | Retrait     | Retrait     |  |
|                | Albert Séguier             | PCF            | 4 114        | 7,87         | 3 666       | 6,84        |  |
|                |                            |                |              |              |             |             |  |
| Inscrits       | Inscrits                   | Inscrits       | 68 828       | 100,00       | 68 824      | 100,00      |  |
| Abstentions    | Abstentions                | Abstentions    | 14 193       | 20,62        | 13 475      | 19,58       |  |
| Votants        | Votants                    | Votants        | 54 635       | 79,38        | 55 349      | 80,42       |  |
| Blancs et nuls | Blancs et nuls             | Blancs et nuls | 2 385        | 4,37         | 1 731       | 3,13        |  |
| Exprimés       | Exprimés                   | Exprimés       | 52 250       | 95,63        | 53 618      | 96,87       |  |